# Dominik Moscatelli
Dominik (Domenico) Moscatelli (Mleci, 1744. – prije 25. studenoga 1788.) je poznati mletački graditelj orgulja. Sin je Nikole, poznatog mletačkog graditelja. Pretpostavlja se da je brat Pavla Moscatellija. Otac je Gaetana Moscatellija, također graditelja orgulja koji je s njime radio u radionici, prije nego što je preselio u Pučišća.
Od 1780. godine živi u Zadru gdje je otvorio radionicu. Pretpostavlja se da je prije doseljenja u hrvatske krajeve radio u očevoj radionici u Mlecima, u "Campo de mori S. Morsilian".
Prema proučavanjima Ladislava Šabana, sagradio je oko četrdesetak orgulja.  Ističu se one u franjevačkom samostanu u Hvaru, hvarskoj katedrali, katedrali sv. Lovre u Trogiru, u crkvi sv. Marije u Kotoru i u crkvi sv. Kuzme i Damjana u Mulu te u Ninu.